# Gerrit Achterberg
Gerrit Achterberg (Nederlangbroek, 1905. május 20. – Leusden, 1962. január 17.) holland költő, a 20. századi holland költészet egyik legfontosabb alakja.

## Élete
Achterberg harmadik fiúként született egy kilencgyermekes kálvinista családba. Apja bérkocsis volt, de az autók térnyerése miatt később a földművelést választotta.
Gerrit kiváló diák volt, 1924–től tanítóként dolgozott. Irodalmi pályafutása is ebben az évben kezdődött: Arie Dekkerrel, aki Achterberget írásra biztatta, közösen jelentette meg a De zangen van twee twintigers (a. m. Két huszonéves énekei) című kötetet. A kiadott 250 példányból egy sem maradt fenn, saját példányait Achterberg később elégette, mivel ezeket a verseket ifjúkori botlásnak tekintette.
Az évek múlásával környezete egyre inkább befelé forduló különcként tekintett rá. Miután pisztollyal a kezében öngyilkossággal fenyegetőzött, menyasszonya felbontotta jegyességüket. Később "lelki betegség" miatt katonai szolgálatra alkalmatlannak nyilvánították.
Költői karrierje azután indult be, hogy Roel Houwink, a korabeli irodalmi élet egyik fontos alakja, a mentora lett. Néhány versét folyóiratokban publikálta, majd 1931–ben megjelent első kötete, Afvaart (a. m. Indulás) címmel. Már ezekben a versekben felbukkant a később is meghatározó téma: a halott szeretőhöz intézett beszéd. Roel Houwink szerint a "Te és a halál és én" verssor Achterberg gondolatiságának legtömörebb összefoglalása.
Az Afvaart megjelenése utáni években a költő komoly lelki válságot élt át, többször is elmegyógyintézeti kezelésre szorult. A nőkkel való kapcsolatai is problémásak voltak. Zavarodottsága gyakran erőszakos kitörésekbe, végül pedig tragédiába torkollott. 1934–től a gazdasági világválság által okozott mezőgazdasági krízishelyzet enyhítéséért felelős hivatal alkalmazottja lett Utrechtben. 1937. december 15–én egy veszekedés során lelőtte negyvenéves szállásadónőjét, annak 16 éves lányát pedig súlyosan megsebesítette. A férfi még aznap feladta magát a rendőrségen. Féléves előzetes letartóztatás után, 1938. június 2–án az utrechti bíróság elmebetegnek nyilvánította, felmentette a vádak alól és kényszerkezelésre ítélte. 1943–ig különböző (igazságügyi) elmegyógyintézetekben élt, ezután egy reszocializációs periódus következett, míg végül 1955–ben megszüntették kényszergyógykezelését. Az 1937–es eseménysor kétségtelenül nagyban befolyásolta a költő életét. Sokan gondolják, hogy a megölt szállásadónő a versekben jelenlévő "halott szerelmes", azonban a kettő azonosítása túlzás, már csak azért is, mert Achterberg és szállásadónője viszonyát homály fedi, nem tudni, volt–e köztük szerelmi kapcsolat.
Kezelésének ideje irodalmilag roppant termékeny időszak volt: 1939 és 1953 között 22 verseskötete jelent meg. 1947–es, En Jezus schreef in 't zand (a. m. És Jézus írt a homokba) című kötetéért 1949–ben P.C. Hooft–díjjal, az egyik legrangosabb holland irodalmi díjjal tüntették ki. 1954–ben egy évvel korábbi kötetéért (Ballade van de gasfitter, a. m. A gázszerelő balladája) másodszor nyerte el Amszterdam város költészeti díját, míg 1959–ben egész munkásságát jutalmazták a Constantijn Huygens–díjjal.
1946–ban Achterberg feleségül vette gyermekkori ismerősét, Cathrien van Baakot. Előbb Needében, majd Leusdenben éltek, ahol Gerrit Achterberg 1962–ben, egy szívroham következtében meghalt.

## Kötetei
- 1925 – De zangen van twee twintigers
- 1931 – Afvaart
- 1939 – Eiland der ziel
- 1940 – Dead end
- 1941 – Osmose
- 1941 – Thebe
- 1944 – Eurydice
- 1944 – Morendo
- 1944 – Sintels
- 1946 – Energie
- 1946 – Existentie
- 1946 – Limiet
- 1946 – Radar
- 1946 – Sphinx
- 1946 – Stof
- 1947 – Doornroosje
- 1947 – En Jezus schreef in 't zand
- 1949 – Hoonte
- 1949 – Sneeuwwitje
- 1950 – Mascotte
- 1953 – Ballade van de gasfitter
- 1953 – Cenotaaph
- 1953 – Ode aan Den Haag
- 1954 – Autodroom
- 1957 – Spel van de wilde jacht
- 1961 – Vergeetboek
- 1969 – Blauwzuur

### Magyarul megjelent művei
- Csipke és tulipán. Versantológia; ford. Tóth Z. László. Budapest, 2007 (5 vers: A vég után, Beumer & Co., Kő–dal, Teremtés, Törvényszék)
- Franyó Zoltán: Atlanti szél. ford: Franyó Zoltán. Bukarest, 1978 (3 vers: Egy fa alatt fekve, Gyilkos ballada, Cove civil)
- Bernáth István (szerk.): Németalföldi költők antológiája. Budapest, 1965 (5 vers: A költő tehénkorában (ford. Orbán Ottó), Tojásforma (ford. Orbán Ottó), Egy turista értesül a Golgotháról (ford. Bernáth István), Gépírónő (ford. Kócsvay Margit), Vákuum (ford. Orbán Ottó)

## Külső hivatkozások
- A Koninklijke Bibliotheek (holland Királyi Könyvtár) Gerrit Achterbergről szóló profilja
- A holland irodalom digitális könyvtára, megtalálható itt a költő néhány verse és az Achterbergről szóló szakirodalom

## Fordítás
- Ez a szócikk részben vagy egészben a Gerrit Achterberg című holland Wikipédia-szócikk ezen változatának fordításán alapul.  Az eredeti cikk szerkesztőit annak laptörténete sorolja fel. Ez a jelzés csupán a megfogalmazás eredetét és a szerzői jogokat jelzi, nem szolgál a cikkben szereplő információk forrásmegjelöléseként.